# حجز تحفظي
الحجز التحفظي أو العقلة التحفظية (بالإنجليزية: Attachment)‏، في القانون وفي الاقتصاد هو حكم يفصل به القاضي بناء على طلب صاحب الدين creditor ، يؤمر به موظف الحجز الحكومي بالحجز على أملاك الشخص المدعى عليه، وإبقائها في عهدته من أجل أن تسديد المبلغ المالي الذي قد يحكم على المدعى عليه (المدين ) دفعة . 
 
وتوجد عدة وسائل قانونية تحمي المدين debtor من أن يُحجز على ممتلكاته الخاصة . على سبيل المثال، عندما يُشهر المدين إفلاسه ، فهذا يمنع الدائن من المساس بالممتلكات الشخصية للمدين (بيته) .ويتميز بصبغته الوقائية والتحفظية والتي تبررها الخوف من ضياع الحقوق و تشتت الملكيات والأموال فحتم المشرع الحجز كإجراء وقائي يمنع فيه المعقول عليه أو المحجوز عليه حجزا تحفظيا من التصرف في أموال حتي خلاص ما عليه من دين أو تتحول لحجز توقيفي تنتزع فيه ملكيته وتباع في المزاد العلني بأمر من المحكمة لخلاص الديون.
والحجز التحفظي إجراء مؤقت يقضي به لحماية مصلحة الدائن (صاحب الدين) . وقد يقضي القانون من الدائن الذي يقدم طلب حجز أن يقدم كفالة تفيد بأنه يتحمل أي ضرر أو خسارة تلحق بالمدين من جراء الحجز على أملاكه من قبل المحكمة .

## اقرأ أيضا
- تخصيص الأموال
- حجم الأعمال (اقتصاد)